# Riedelia minor
Riedelia minor är en enhjärtbladig växtart som beskrevs av Theodoric Valeton. Riedelia minor ingår i släktet Riedelia och familjen Zingiberaceae. Inga underarter finns listade i Catalogue of Life.